# Monty Python's Spamalot
Monty Python's Spamalot è una commedia musicale di Eric Idle, con le musiche dello stesso Idle e di John Du Prez. È una parodia della saga di Re Artù e dei suoi cavalieri in cerca del Graal. È basata sul film dei Monty Python, Monty Python e il Sacro Graal.
La prima a Chicago nel 2004 vede David Hyde Pierce come Robin, Hank Azaria come Lancillotto, Tim Curry come Artù e Sara Ramírez come la Dama del Lago. In scena a Broadway dal 17 marzo 2005 con la regia di Mike Nichols, ha avuto 14 candidature ai Tony Award della stagione 2004–2005 vincendone 3, tra cui il Tony Award al miglior musical.
Prima dello spettacolo una registrazione incoraggia gli spettatori a "lasciare suonare liberamente cellulari e cercapersone", e commenta che "dovrete stare attenti perché ci sono dei cavalieri pesantemente armati che potrebbero trascinarvi sul palco e impalarvi".

## Trama

### Atto I
Uno storico fa una breve esposizione sull'Inghilterra medievale. Appare un idilliaco villaggio scandinavo, con allegri da paesani finlandesi che cantano e ballano la Fisch Schlapping Song. Lo storico ritorna, irritato, facendo notare al cast che stava parlando dell'Inghilterra (England) e non della Finlandia (Finland). I paesani si disperdono e la foresta pastorale viene immediatamente rimpiazzata con un tetro, buio villaggio. Dei penitenti monaci recitano preghiere latine e si colpiscono in faccia con delle bibbie. Re Artù attraversa il paese con il suo servo Patsy, che lo segue battendo delle noci di cocco tra di loro per creare il suono del trotto di un cavallo. Il re cerca di arruolare dei cavalieri che lo seguano alla corte di Camelot (King Arthur's Song). Incontra un paio di sentinelle che sono più interessate sul come Artù si sia procurato la noce di cocco piuttosto che ai suoi discorsi.
Nel frattempo Robin, un becchino, e Lancillotto, un uomo prestante ed incredibilmente violento, mentre quest'ultimo cerca di disfarsi del malaticcio Fred non-morto (He Is Not Dead Yet), decidono di arruolarsi come cavalieri della Tavola rotonda: Lancillotto per sfogare la sua forza e Robin per cantare e ballare.
Artù incontra un paesano di nome Dennis e sua madre, due radicali politici che non lo riconoscono come legittimo sovrano. Artù difende il suo ruolo narrando come la Dama del Lago gli diede Excalibur. Non creduto, evoca la Dama del Lago e le sue Lake Girls che trasformano Dennis in un cavaliere (Come With Me). La Dama del Lago ed il neo cavaliere Sir Galahad duettano la generica canzone d'amore di Broadway (The Song That Goes Like This). Sir Galahad, assieme a Sir Robin, Sir Lancillotto e Sir Bedivere formano i Cavalieri della Tavola Rotonda (All for One).
I cinque cavalieri si radunano a Camelot, un posto deliberatamente anacronistico assomigliante all'Excalibur Hotel di Las Vegas, dove la Dama del Lago canta alla maniera di Liza Minnelli (Knights of the Round Table/The Song That Goes Like This). Nel bel mezzo della baldoria però vengono contattati da Dio (voce registrata di John Cleese nell'allestimento di Broadway, di Eric Idle in quello britannico, Claudio Insegno in quello italiano) che dice loro di trovare il Sacro Graal. Sollecitato dalla Dama del Lago (Find Your Grail) i cavalieri si mettono in cammino. Viaggiano attraverso il paese finché non giungono ad un castello dove dei soldati francesi li respingono ad insulti. I cavalieri tentano di ingannare i francesi con un enorme coniglio di legno assomigliante al Cavallo di Troia, dimenticandosi tuttavia di entrarci dentro. Sconfitti, scappano mentre i francesi continuano a insultarli, scatenando ballerine di can-can e lanciando animali da pascolo (Run Away!).

### Atto II

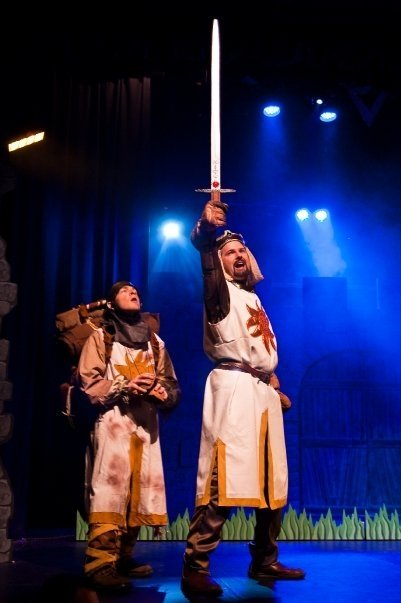
Patsy e Re Artù nel musical

Sir Robin e i suoi menestrelli seguono Artù e Patsy in una foresta oscura, dove si separano. Artù incontra i Cavalieri che dicono Ni, che richiedono un'aiuola fiorita. Artù si dispera perché non riesce a trovarne una, ma Patsy lo incoraggia cantando Always Look on the Bright Side of Life. Casualmente riescono a recuperare l'aiuola fiorita.
Sir Robin, con i suoi menestrelli (Brave Sir Robin), incontra il Cavaliere Nero e fugge spaventato, Artù raggiunge la scena, lo sconfigge tagliandogli braccia e gambe. I Cavalieri del Ni però richiedono che Artù metta in scena un musical di Broadway. Sir Robin spiega al suo re di cosa si tratta, ma che è necessario avere almeno un ebreo nel cast per avere successo (You Won't Succeed on Broadway).
Mentre la Dama del Lago lamenta della sua scarsa presenza in scena (Diva's Lament (Whatevere Happened to My Part?)), Sir Lancillotto riceve una lettera da, secondo lui, una damigella in pericolo. La damigella è in realtà un imbarazzante, non attraente, effeminato giovane Principe di nome Herbert (Who Are You?/Here Are You) il cui padre arrogante, detrattore della musica, il Re del Castello nella Palude, lo aveva costretto a sposarsi contro la sua volontà. Mentre Herbert chiede a Lancillotto di aiutarlo a scappare, il Re del Castello nella Palude taglia la corda alla quale Herbert si era aggrappato per fuggire, lasciandolo morire. Il principe viene salvato all'ultimo secondo dallo scudiero di Lancillotto, Concord. Il cavaliere, dopo aver difeso nuovamente il principe dalla crudeltà del padre, si dichiara omosessuale con un numero musicale (His Name Is Lancelot).
Artù comincia a perdere le speranze sul fatto di trovare degli ebrei per mettere in scena un musical e si lamenta dicendo di essere solo, anche se Patsy lo ha seguito tutto il tempo (I'm All Alone). Appare la Dama del Lago e gli dice che lui e gli altri cavalieri sono sempre stati in un musical. Anche Patsy rivela di essere mezzo ebreo, ma non lo disse mai ad Artù perché "non è il genere di cosa da dire a un cristiano armato". Per completare il musical Artù ora deve solo trovare il Graal e sposare qualcuno. Decide quindi che sposerà la Dama del Lago dopo aver trovato il Graal (Twice In Every Show).
Dopo aver riunito tutti i suoi cavalieri, Artù incontra Tim il mago (Luigino nell'edizione italiana), che li avverte del pericolo di un coniglio malvagio. Quando il coniglio decapita la testa di uno dei cavalieri, Artù usa la Granata Sacra di Antiochia contro di lui, facendolo esplodere e scoprendo che in realtà era una marionetta comandata da un burattinaio. Un enorme blocco di marmo mostra una combinazione di lettere e numeri. Su suggerimento di Dio, Artù si rende conto che le lettere e i numeri si riferiscono a uno dei posti del pubblico. Il Graal viene trovato sotto la sedia dello spettatore e quest'ultimo viene premiato con un piccolo trofeo e una foto (The Holy Grail). Artù sposa la Dama del Lago, che rivela a tutti che il suo nome è Ginevra, Lancillotto sposa Herbert e Sir Robin decide di seguire la carriera di attore di musical. (Act 2 Finale/Always Look on the Bright Side of the Life).

## Personaggi

### Corte di Camelot

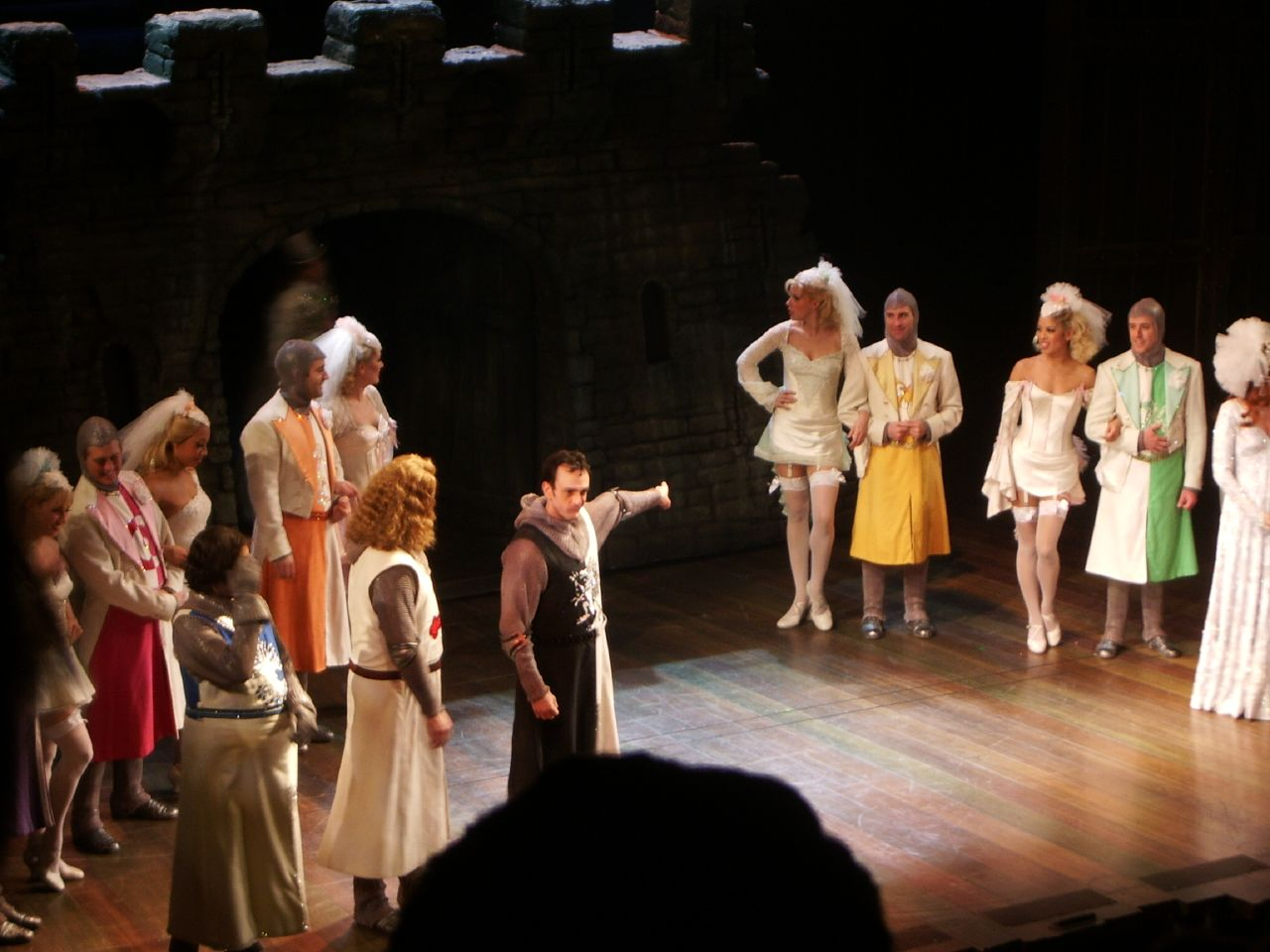
Cast di spamalot

- Re Artù: Re dei Britanni. Fiero nel suo ruolo, spesso dimostra di non saper contare e di confondere parole.
- Sir Lancillotto: Prestante e violento, quasi psicopatico. Si scoprirà essere omosessuale.
- Sir Robin: un cavaliere codardo ma ben versato nel mondo del teatro musicale.
- Sir Dennis Galahad: bello e scherzoso, precedentemente era un contadino attivo in politica.
- Sir Bedivere: il più saggio della compagnia ma "stranamente flautulento".
- Bors: una vittima sfortunata del Coniglio Uccisore di Antiochia
- Patsy: Il servo/cavallo fedele di Re Artù, ed il suo compagno costante.
- Concord: Il servo/cavallo fedele di Lancilotto. Può sopravvivere con una freccia nel petto.
- Fra Maynard: Ecclesiastico di Camelot.

### Altri
- La Dama del Lago: Una diva acquatica.
- Fred: Un uomo malato che sostiene fermamente di non essere ancora morto.
- Il capo dei menestrelli di Sir Robin: Accompagna il cavaliere con canzoni che dovrebbero esaltare le sue gesta ma risultano imbarazzanti.
- Il Re del Castello Palude: Un re avaro che odia la musica e maltratta suo figlio.
- Il principe Herbert: Un principe effeminato ed amante della musica.
- Schernitore francese: Un soldato francese a cui piace schernire.
- Il cavaliere nero: Un cavaliere psicotico ed invincibile che combatte anche dopo che siano state recise le sue membra.
- I cavalieri che dicono "Ni!": Temuti e misteriosi cavalieri che abitano nella foresta.
- Il Mago Tim (Luigino): tenta di risultare minaccioso senza successo.
- La madre di Dennis: Una contadina attiva in politica.
- Il Coniglio Uccisore di Antiochia: Un burattino di coniglietto, assetato di sangue.
- Due guardie: Uno non riesce a capire concetti semplici, l'altro singhiozza sempre.
- Due sentinelle: Ad un castello non specificato. Piace loro parlare di rondini e di noci di cocco.
- Uno storico: Il Narratore.
- I Finlandesi: Gli abitanti di un villaggio finlandese che espongono le bellezze della propria nazione.
- Dio: voce fuori campo, si manifesta ai cavalieri incaricando loro di cercare il Graal.

In riferimento al film, dove sette attori interpretavano la maggioranza delle parti maschili (e anche alcune femminili), diversi attori interpretano più di una parte, talvolta anche lasciando la scena con una scusa per rientrare come un altro personaggio.
Sia nella produzione di Broadway che in quella italiana vengono interpretati dallo stesso attore:
- Lancillotto/Sentinella/Cavaliere del Ni/Tim il mago
- Robin/Sentinella/Frate Maynard/Guardia
- Galahad/Re del castello della palude/Cavaliere nero
- Bedevere/Signora Galahad/Concorde
- Lo storico/Principe Herbert/Fred/Menestrello di Sir Robin

### Cast
| Role                  | Chicago e Broadway 2004/2005 | West End Londra 2006 | Hollywood Bowl 2015  | Edizione Italiana 2017 |
| --------------------- | ---------------------------- | -------------------- | -------------------- | ---------------------- |
| Artù, re dei Britanni | Tim Curry                    | Tim Curry            | Craig Robinson       | Elio                   |
| La dama del lago      | Sara Ramírez                 | Hannah Waddingham    | Merle Dandridge      | Pamela Lacerenza       |
| Patsy                 | Michael McGrath              | David Birell         | Warwick Davis        | Giuseppe Orsillo       |
| Sir Lancelot          | Hank Azaria                  | Tom Goodman-Hill     | Richard Holmes       | Thomas Santu           |
| Sir Galahad           | Christopher Sieber           | Christopher Sieber   | Christian Slater     | Andrea Spina           |
| Sir Robin             | David Hyde Pierce            | Robert Hands         | Jesse Tyler Ferguson | Umberto Noto           |
| Sir Bedevere          | Steve Rosen                  | Tony Timberlake      | Kevin Chamberlin     | Filippo Musenga        |
| Prince Herbert        | Christian Borle              | Darren Southworth    | Tom Deckman          | Luigi Fiorenti         |

## Numeri musicali
Atto I
- Tuning
- Overture
- Historian's Introduction to Act I - Storico
- Finland/Fisch Schlapping Dance - Sindaco e compagnia
- Monk's Chant - compagnia
- King Arthur's Song - Re Artù e Patsy
- I'm Not Dead Yet - Fred-non-morto, Lancillotto, Robin e i cadaveri
- Come With Me - Artù, Dama del Lago e le Laker Girls
- Lake Girls Cheer - Laker Girls
- The Song That Goes Like This - Sir Galahad, Dama del Lago
- All for One - Artù, Patsy, Robin, Lancillotto, Bedivere, Galahad
- Knights of the Round Table - compagnia
- Find Your Grail - Dama del Lago, compagnia
- Run Away! - compagnia
- Intermission

Atto II
- Historian's Introduction to Act II - Storico
- Always Look on the Bright Side of Life - Patsy, Artù, cavalieri, Cavaliere del Ni
- Brave Sir Robin - Sir Robin, menestrelli
- You Won't Succed On Broadway - Sir Robin e complesso
- The Diva's Lament (Whatever Happened To Me?) - Dama del Lago
- Where Are You? - Principe Herbert
- Here Are You - Principe Herbert
- His Name Is Lancelot - Lancillotto, Principe Herbert e complesso
- I'm All Alone - Artù, Patsy, cavalieri
- Twice In Every Show - Artù, Dama del Lago
- The Holy Grail - Artù, Patsy, Robin, Galahaf, Lancillotto, Bedivere e cavalieri
- Act II Finale - compagnia
- Always Look on the Bright Side of Life - Compagnia e pubblico